# Rhinopristiformes
Rhinopristiformes – rząd ryb z gromady ryb chrzęstnoszkieletowych (Elasmobranchii).

## Podział systematyczny
Do rzędu należą następujące rodziny:
- Trygonorrhinidae Last, Séret & Naylor, 2016
- Rhinobatidae Bonaparte, 1835 – rochowate
- Rhinidae Müller & Henle, 1841
- Glaucostegidae Last, Séret & Naylor, 2016
- Pristidae Bonaparte, 1835 – piłowate